# When a Woman
When a Woman (englisch für „Wenn eine Frau“) ist ein Lied der britischen Sängerin Gabrielle aus dem Jahr 2000.

## Entstehung und Veröffentlichung
Das Lied wurde von der Interpretin selbst, zusammen mit Julian Gallagher und Richard Stannard, getextet beziehungsweise komponiert. Gallagher und Stannard zeichneten darüber hinaus auch für die Produktion verantwortlich.
Die Erstveröffentlichung von When a Woman erfolgte als Teil von Gabrielles drittem Studioalbum Rise am 15. Oktober 1999 bei Go! Beat. Am 5. Juni 2000 erschien das Lied erstmals als Single. Diese erschien als 7″-Single mit der B-Seite Give Me a Little More Time sowie als CD-Maxi-Single, die um zwei Remixe erweitert wurde.

## Inhalt
When a Woman handelt von Frauen, die, wenn sie einen Mann haben wollen, auch wissen, wie sie ihn mit einem sogenannten „Masterplan“ bekommen.

## Rezeption

### Charts und Chartplatzierungen
| ChartsChartplatzierungen     | Höchstplatzierung | Wochen |
| ---------------------------- | ----------------- | ------ |
| Deutschland (GfK)            | 65 (9 Wo.)        | 9      |
| Schweiz (IFPI)               | 30 (15 Wo.)       | 15     |
| Vereinigtes Königreich (OCC) | 6 (9 Wo.)         | 9      |

### Auszeichnungen für Musikverkäufe
| Land/Region                  | Auszeichnungen für Musikverkäufe (Land/Region, Auszeichnung, Verkäufe) | Verkäufe |
| ---------------------------- | ---------------------------------------------------------------------- | -------- |
| Vereinigtes Königreich (BPI) | Silber                                                                 | 200.000  |
| Insgesamt                    | 1× Silber ·                                                            | 200.000  |